# 凝结异长针虫
凝结异长针虫（学名：Amphilithium concretum）为异长针虫科异长针虫属的动物。分布于大西洋、地中海以及中国东海等海域。